# SPEN
La proteína de interacción Msx2 (SPEN) es una proteína codificada en humanos por el gen SPEN.
Este gen codifica un represor transcripcional inducible por hormonas. La represión de la transcripción ejercida por esta proteína puede producirse por medio de interacciones con otros represores, por el reclutamiento de proteínas implicadas en la deacetilación de histonas o a través del secuestro de activadores transcripcionales. La proteína SPEN contiene un dominio C-terminal que le permite unirse a otros correpresores. Este dominio también permite la interacción con miembros del complejo NuRD implicado en la remodelación del nucleosoma, que posee actividad deacetilasa. Además, este represor contiene varios motivos de reconocimiento de ARN que confieren la capacidad de unirse al coactivador ARN del receptor esteroideo. De este modo, esta unión puede modular la actividad de receptores esteroideos tanto libres como unidos a ligando.

## Interacciones
La proteína SPEN ha demostrado ser capaz de interaccionar con:
- HDAC1[2]
- SRA1[2]
- NCOR2[2]